# Andrzej Juskowiak
Andrzej Mieczysław Juskowiak (Gostyń, 3 november 1970) is een voormalig Poolse voetballer (aanvaller) die voornamelijk in de Bundesliga speelde. Zijn bijnaam luidde "Jusko".

## Clubcarrière
Hij speelde onder andere voor Sporting Clube de Portugal, Borussia Mönchengladbach en VfL Wolfsburg. Met Lech Poznań werd hij landskampioen in 1990 en 1992; met Sporting won hij de Beker van Portugal in 1995. In 1990 was hij topschutter van de Poolse eerste klasse. Op 7 september 2007 speelde hij met Erzgebirge Aue zijn laatste wedstrijd als profvoetballer tegen de club waar het voor hem allemaal begon, Lech Poznań. De eindstand was 2-4 in het voordeel van Poznań, Juskowiak speelde één helft voor elk team.

## Interlandcarrière
Juskowiak speelde tussen 1992 en 2001 in totaal 39 wedstrijden voor de Poolse nationale ploeg, en maakte dertien doelpunten. Hij zat in de selectie die op de Olympische Zomerspelen van 1992 de zilveren medaille won. Juskowiak werd tevens topschutter op dit toernooi met zeven treffers. Hij maakte zijn debuut voor de nationale ploeg op 7 mei 1992 in de vriendschappelijke uitwedstrijd tegen Zweden (5-0). Juskowiak moest in dat duel in de rust plaatsmaken voor Jerzy Podbrożny.
| Interlanddoelpunten | Interlanddoelpunten | Interlanddoelpunten   | Interlanddoelpunten | Interlanddoelpunten | Interlanddoelpunten | Interlanddoelpunten |
| #                   | Datum               | Locatie               | Tegenstander        | Score               | Uitslag             | Wedstrijd           |
| ------------------- | ------------------- | --------------------- | ------------------- | ------------------- | ------------------- | ------------------- |
| 1                   | 17/05/1994          | Katowice, Polen       | Oostenrijk          | 1 – 1               | 3 – 4               | Vriendschappelijk   |
| 2                   | 12/10/1994          | Mielec, Polen         | Azerbeidzjan        | 1 – 0               | 1 – 0               | EK-kwalificatie     |
| 3                   | 29/03/1995          | Boekarest, Roemenië   | Roemenië            | 0 – 1               | 2 – 1               | EK-kwalificatie     |
| 4                   | 25/04/1995          | Zabrze, Polen         | Israël              | 2 – 2               | 4 – 3               | EK-kwalificatie     |
| 5                   | 07/06/1995          | Zabrze, Polen         | Slowakije           | 1 – 0               | 5 – 0               | EK-kwalificatie     |
| 6                   | 07/06/1995          | Zabrze, Polen         | Slowakije           | 5 – 0               | 5 – 0               | EK-kwalificatie     |
| 7                   | 29/06/1995          | Recife, Brazilië      | Brazilië            | 2 – 1               | 2 – 1               | Vriendschappelijk   |
| 8                   | 16/08/1995          | Parijs, Frankrijk     | Frankrijk           | 0 – 1               | 1 – 1               | EK-kwalificatie     |
| 9                   | 11/10/1995          | Bratislava, Slowakije | Slowakije           | 0 – 1               | 4 – 1               | EK-kwalificatie     |
| 10                  | 07/10/1997          | Chisinau, Moldavië    | Moldavië            | 0 – 1               | 0 – 3               | WK-kwalificatie     |
| 11                  | 07/10/1997          | Chisinau, Moldavië    | Moldavië            | 0 – 2               | 0 – 3               | WK-kwalificatie     |
| 12                  | 07/10/1997          | Chisinau, Moldavië    | Moldavië            | 0 – 3               | 0 – 3               | WK-kwalificatie     |
| 13                  | 10/10/1998          | Warschau, Polen       | Luxemburg           | 2 – 0               | 3 – 0               | EK-kwalificatie     |

## Erelijst
Lech Poznań
- Pools landskampioen

1990, 1992
- Topscorer Ekstraklasa

1990 (18 doelpunten)
- Pools voetballer van het jaar

1991, 1992
 Sporting Lissabon
- Portugees bekerwinnaar

1995
- Pools voetballer van het jaar

1995
 Polen
- Olympische Spelen

Barcelona 1992 →  zilveren medaille en topscorer (zeven doelpunten in zes wedstrijden)